# Haliclona valliculata
Haliclona valliculata är en svampdjursart som först beskrevs av Griessinger 1971.  Haliclona valliculata ingår i släktet Haliclona och familjen Chalinidae. Inga underarter finns listade i Catalogue of Life.